# Cao Minh, Phúc Yên
Cao Minh là một xã thuộc thành phố Phúc Yên, tỉnh Vĩnh Phúc, Việt Nam.
Xã có diện tích 12,4 km², dân số năm 1999 là 9.761 người, mật độ dân số đạt 787 người/km².
Tiếp giáp:
Hướng Đông : Tiếp giáp phường Xuân Hòa
Hướng Tây : Tiếp giáp thị trấn Bá Hiến
Hướng Nam : Tiếp giáp xã Sơn Lôi và phường Nam Viêm
Hướng Bắc : Tiếp giáp xã Ngọc Thanh